# 乔治·芬尼根
乔治·芬尼根（英語：George Finnegan，1881年9月28日—1913年2月28日），美国男子拳击运动员。他曾代表美国参加1904年夏季奥林匹克运动会拳击比赛，获得一枚金牌和一枚银牌。他在加州旧金山去世。